# Каяані
Ка́яані (фін. Kajaani, швед. Kajana) — фінське місто, столиця провінції Кайнуу. Місто назване через річку Каяані. Населення становить 38 137 осіб (2011 р.). Щільність населення — 20,78 осіб/км².

## Історія
Каяні був заснований в 1651 році генерал-губернатором Фінляндії Пером Бразі. У той час Кайнуу, як лісистий регіон, був важливим виробником смоли. Найвідоміший історичний пам'ятник в Каяні — руїни замку Каяані, розташовані на острові посеред річки Каяані у центрі міста. Замок почали будувати в 1604 році і завершили в 1666 році. Замок служив адміністративним центром, в'язницею, військовою базою та притулком для громадян.

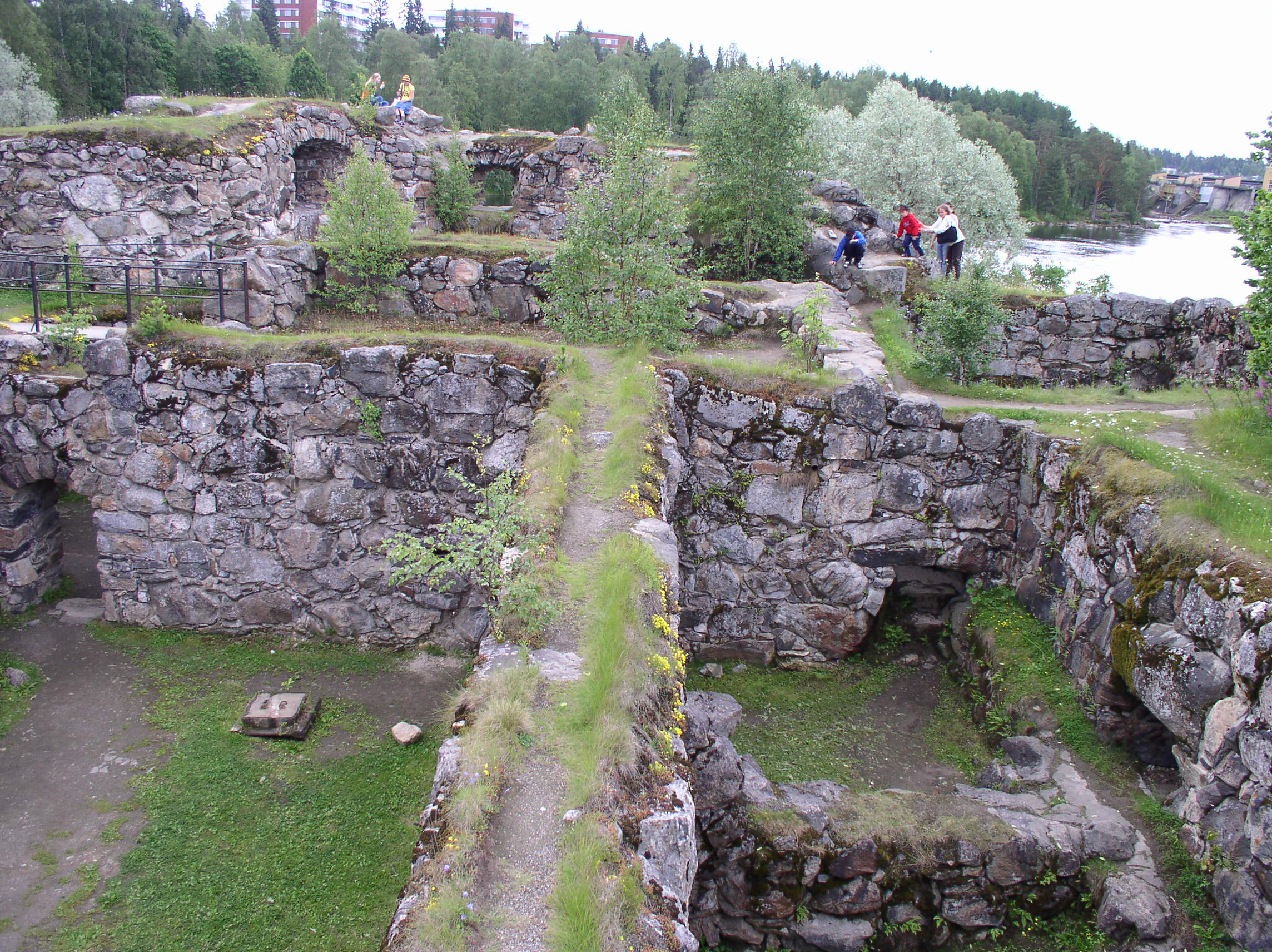
Руїни замку Каяані

У часи Великого Гніву в XVIII столітті замок був змушений здатися російській армії. Росіяни підірвали замок у березні 1716 року й відтоді він лежить у руїнах. Сьогодні[коли?] руїни особливо популярні серед дітей, які люблять досліджувати темні, звивисті проходи замку.
На початку XX століття населення міста почало стрімко зростати, особливо після проведення залізниці на південь до Ійсалмі і далі до Гельсінкі та Санкт-Петербургу. Зростання населення було найбільшим відразу після Другої світової війни, з середини 1990-х років його чисельність поступово скорочується.
Вуолійокі був об'єднаний з Каяані на початку 2007 року.

## Клімат
Каяані розташований в зоні субарктичного клімату, але через близькість Балтійського моря і теплих потоків повітря з Атлантики клімат тут набагато м'якший, ніж у багатьох місцях цих широт. Літо прохолодне, а взимку температура може опускатися нижче -30 °C.
| Клімат Каяані         | Клімат Каяані | Клімат Каяані | Клімат Каяані | Клімат Каяані | Клімат Каяані | Клімат Каяані | Клімат Каяані | Клімат Каяані | Клімат Каяані | Клімат Каяані | Клімат Каяані | Клімат Каяані | Клімат Каяані |
| Показник              | Січ.          | Лют.          | Бер.          | Квіт.         | Трав.         | Черв.         | Лип.          | Серп.         | Вер.          | Жовт.         | Лист.         | Груд.         | Рік           |
| Середній максимум, °C | 6             | 5             | 11            | 21            | 27            | 30            | 31            | 31            | 28            | 15            | 10            | 6             | 18,4          |
| Середній мінімум, °C  | −41           | −37           | −35           | −25           | −11           | −3            | 3             | −3            | −7            | −22           | −26           | −35           | −20,2         |
| Норма опадів, мм      | 19.1          | 18.8          | 18.8          | 16            | 22.8          | 38.8          | 42.5          | 48.8          | 29.1          | 31.1          | 24.3          | 21            | 27.6          |
| --------------------- | ------------- | ------------- | ------------- | ------------- | ------------- | ------------- | ------------- | ------------- | ------------- | ------------- | ------------- | ------------- | ------------- |
| Джерело: Погода MSN   |               |               |               |               |               |               |               |               |               |               |               |               |               |

## Культура
З 1993 року в місті працює художній музей Каяані (фін. Kajaanin taidemuseo). Колекція музею — центр фінського сучасного мистецтва. Міський театр Каяані був створений в 1969 році і є одним з найшанованіших театрів у Фінляндії.

## Відомі особи

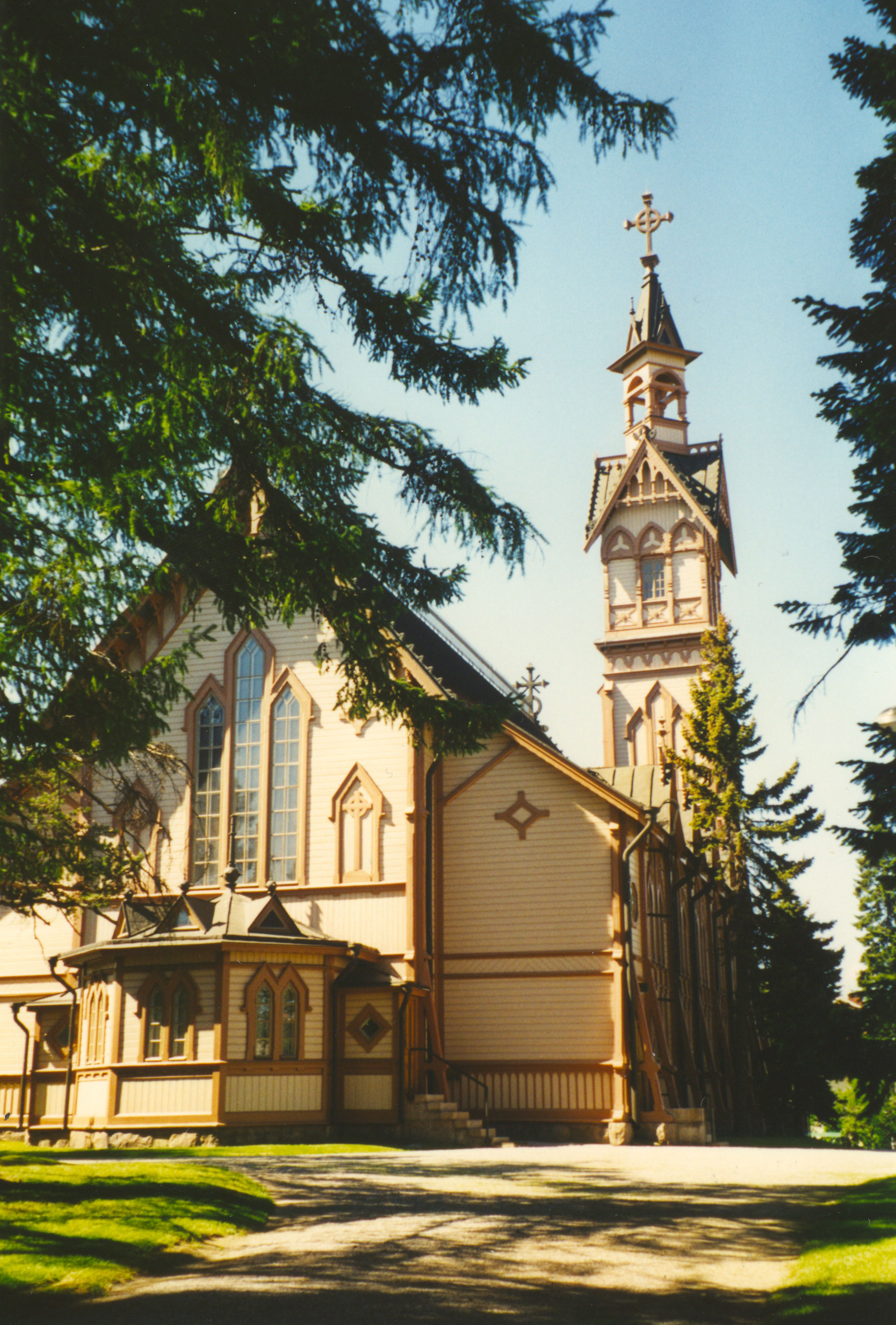
Церква Каяані, побудована в 1897 р.

- Президент Урго Кекконен жив у місті в 1911—1921 рр..
- Йоонас Кемппайнен, хокеїст. Уродженець міста.
- Тімо Ніємі — борець греко-римського стилю, бронзовий призер чемпіонату Європи, бронзовий призер Кубку світу, триразовий чемпіон та дворазовий срібний призер Північних чемпіонатів, учасник Олімпійських ігор.

### Міста-побратими
Каяані є побратимом з:
- Байонна, Франція
- Маркетт, США (1997)[9]
- Ньїредьгаза, Угорщина (1981)[9]
- Цзюцзян, КНР (2006)[9]
- Швальм-Едер, Німеччина (1973)[9]
- комуна Естерсунд, Швеція (1943)[9]

## Райони та селища міста Каяані
| Райони: - Heinisuo - Hetteenmäki - Hoikankangas - Huuhkajanvaara - Katiska - Kettu - Komiaho - Kuurna - Kylmä - Kättö - Kätönlahti - Laajankangas - Lehtikangas - Lohtaja |  | Райони: (продовження) - Nakertaja - Onnela - Palokangas - Petäisenniska - Puistola - Purola - Soidinsuo - Suvantola - Teppana - Tihisenniemi - Tikkapuro - Variskangas - Yläkaupunki |  | Села: - Jormua - Koutaniemi - Kuluntalahti - Lahnasjärvi - Lehtovaara - Linnantaus - Mainua - Murtomäki - Палтаніемі |

### Карти
- Мапа Каяані
- Мапа Каяані 1902 р. [Архівовано 12 Липня 2007 у Wayback Machine.]

| Фінляндія | Це незавершена стаття з географії Фінляндії. Ви можете допомогти проєкту, виправивши або дописавши її. |